# 共青鎮 (達吉斯坦共和國)
共青镇（羅馬化：Komsomolʹskiy）是俄罗斯达吉斯坦共和国的市级镇，属共和国辖市基兹利亚尔市，在基兹利亚尔北、共和国首府马哈奇卡拉北偏西方。
该地2021年人口有2,588人；2010年人口2,723；2002年人口2,567；1989年人口2,358。